# Хе (імператриця)
Хе (*何,  —189) — дружина імператора Лін-ді з династії Східна Хань, регентша і фактична правителька імперії з травня до вересня 189 року.

## Життєпис

### Боротьба у гаремі
Походження її роду невідоме. Була донькою Хе Чжень, який або був м'ясником чи торгував худобою в м. Наньян (сучасна провінція Хенань). Її власне ім'я невідоме. У 174 або 175 році стає наложницею імператора Лін-ді, за легендою для цього батьки дали хабара одному з євнухів. У 176 році народила сина (майбутнього імператора Шао-ді). У 178 році домоглася позбавлення статусу імператриці дружини Лін-ді — Сун. У 180 році сама стала імператрицею під іменем Лінси (втім відома саме як імператриця Хе).
Отримавши вплив на імператора сприяла піднесенню своєї родини: були надані титули та посади матері та двом братам імператриці, зокрема Хе Цзінь став головнокомандувачем — да цзянцзюнєм (大将军) У 181 році наказала вбити наложницю Ван, яка народила Лін-ді сина — Лю Сє (майбутнього імператора). В подальшому в боротьбі за права свого сина на трон спиралася на придворних євнухів. Оскільки син імператриці Хе не відрізнявся талантами, імператор Ліл-ді не розглядав його як спадкоємця. Водночас до самої смерті не визначився щодо оголошення свого спадкоємця. При цьому для підтримки Лю Сє створив спеціальний загін «Західного Саду», на чолі якого поставив Цзянь Шо. Останній отримав статус вищий за Хе Цзіня.

### Володарювання
Відразу після смерті лін-ді імператриця зуміла домогтися оголошення свого сина — Бяня — новим імператором під ім'ям Шао-ді. При цьому деякий час вимушена була протистояти амбіціям імператриці-удови Дун (матері померлого Лін-ді) та євнуха Цзянь Шо, очільника «Західного саду». Незабаром Хе звинуватила євнуха в непокорі новому імператору, наказала заарештувати і стратити його. Наступним кроком було розпущено «Загін Західного саду», в результаті чого брат імператриці знову очолив усі війська імперії. Потім домоглася вилился зі столиці імператриці-удови Дун.
Невдовзі між імператрицею Хе та її братом Хе Цзінєм намітився конфлікт стосовно участі євнухів у державних справах. Останній намагався обмежити їх вплив, але марно. Тоді він вирішив усіх знищити. 22 вересні євнухи в обхід імператриці Хе заманили Хе Цзіня, де вбили, після цього зробили спроби повністю перебрати владу. У відповідь підлеглі Хе Цзіня 22-23 вересня атакували Південний і Північний палаци, знищили євнухів, захопили імператора Шао-ді та його брата Лю Сє. Через день владу захопив генерал Дун Чжо, родич імператриці Дун. З цього моменту влада Хе перестала існувати.
Незабаром, 28 вересня Шао-ді позбавлено влади, а наприкінці листопада або на початку грудня імператрицю Хе було отруєно. У 190 році вбито її сина, колишнього імператора.